# ميستي (بوكيمون)
ميستي هي شخصية معروفة من سلسلة بوكيمون. تعتبر واحدة من المدربين الرئيسيين في السلسلة، وهي مدربة من النوع المائي. ظهرت لأول مرة في اللعبة الأصلية وفي الأنمي. تتميز بشخصيتها القوية والمستقلة، ولديها حماس كبير للبوكيمونات المائية، وخاصة البوكيمون مثل "ستاريو" و"ستارمي". كما تُعرف بعلاقتها القوية مع آش، حيث كانت رفيقته في مغامراته.

## الخلفية والتقديم
ميستي هي مدربة بوكيمون متخصصة في النوع المائي، وهي واحدة من قادة قاعات البوكيمون في منطقة "كانتو". تعيش في مدينة "سروليان"
تظهر في الأنمي في الحلقة الأولى عندما التقت ب"آش"، ثم انضمت إليه في رحلته عبر منطقتي "كانتو" و"جوتو".

## الشخصية
ميستي تمثل شخصية قوية ومستقلة. هي طموحة ولديها شغف كبير بالبوكيمونات، مما يجعلها مدربة ماهرة. رغم أنها تظهر أحيانًا عصبية، إلا أنها تُظهر جانبًا طيبًا ومحبًا لأصدقائها. علاقتها مع آش تتراوح بين التنافس والصداقة، حيث تتعرض للعديد من المواقف الكوميدية التي تظهر جانبها المرح.

## البوكيمونات
ميستي تمتلك مجموعة متنوعة من البوكيمونات المائية، ومن أبرزها:
- ستاريو: بوكيمون يتسم بالسرعة ويعتبر أحد أقوى بوكيموناتها.

- ستارمي: بوكيمون رائع في المعارك وله قدرات مميزة.

- غولدينغ: بوكيمون ذو قدرة على الأداء القوي في الماء.

## في الألعاب
في ألعاب الجيل الأول والثاني من السلسلة، تدير ميستي قاعة البوكيمون في مدينة "سيروليان"، حيث يتحدها المدربون للحصول على وسام القاعة.

## في المسلسل
خلال أحداث الأنمي، تتطور شخصية ميستي بشكل ملحوظ. في بداية المسلسل، كانت تُظهر جانبًا أكثر براءة، ولكن مع تقدم الأحداث، أصبحت أكثر نضجًا ووعيًا. كما أنها تعود في حلقات مختلفة، حيث تستمر في تطوير مهاراتها وتكوين صداقات جديدة.